# شيراتون المطار
شيراتون المطار هي شياخة تابعة لحي النزهة بالقاهرة. تقع في محافظة القاهرة بجوار مطار القاهرة الدولي، وتحتوى على عدة تجمعات سكنية، مثل:
1. مساكن التعاونيات.
2. مساكن صقر قريش.
3. مصر الجديدة للإسكان والتعمير.
4. مصر للتعمير.
5. مربع الوزراء.

يوجد بها العديد من الخدمات العامة والهامة مثل:
- المعهد العالي للغات
- فندق فيرمونت (5 نجوم)
- النساجون الشرقيون.
- مستشفي النزهة الدولي.
- فندق راديسون بلو.
- فلوريدا مول.

يعتبر جامع الصديق من التحف المعمارية الإسلامية في تلك المنطقة - فهو يتميز ببناءه الفاطمي ومآذنه الكبيرة التي تعلو في السماء، يحاضر فيه كبار علماء الدين والفقه والتاريخ الإسلامي.
كما يقوم بالصلاة فيه كبار الشيوخ مثل الشيخ محمد حسين يعقوب والشيخ خالد الجندي.
ونرى قمة التسامح الديني بوجود كنيسة بجوار هذا الجامع (الصديق) ونرى في تلك الليالي الرمضانية كثرة أعداد المصلين لدرجة أن يقوم الجامع بتوزيع عدد كبير من سجاجيد الصلاة خارج المسجد ليتسنى استيعاب كل المصليين نساءً ورجلاً وشباباً وأطفالاً.